# Campionato europeo femminile di pallacanestro 2013
Il 34º Campionato europeo femminile di pallacanestro FIBA (noto anche come FIBA EuroBasket Women 2013) si è svolto in Francia, dal 15 al 30 giugno 2013.
I Campionati europei femminili di pallacanestro sono una manifestazione biennale tra le squadre nazionali organizzato dalla FIBA Europe. Le squadre ammesse a partecipare saranno 16.
Il torneo è valido anche come qualificazione per i Campionati mondiali del 2014 che si svolgeranno in Turchia. Le prime 5 squadre classificate saranno qualificate, a meno che la Turchia, già qualificata come paese ospitante, non termini entro le prime cinque posizioni, in tal caso saranno le prime 6 a qualificarsi.
A sorpresa le campionesse in carica della Russia sono state eliminate già nel primo turno perdendo così anche la possibilità di qualificazione per i campionati mondiali.

## Luogo
Le città dove si è svolta la manifestazione sono:
Trélazé e Vannes per il primo turno; Lilla e Mouilleron-le-Captif per il secondo turno e Orchies per la fase finale ad eliminazione diretta.

## Sedi delle partite
| Fase                        | Impianto                        | Spettatori | Città                          |
| --------------------------- | ------------------------------- | ---------- | ------------------------------ |
| Prima fase                  | Complexe sportif du Kercado     | 1.700      | Vannes (Francia)               |
| Prima fase                  | Arena Loire                     | 5.000      | Trélazé (Francia)              |
| Seconda fase                | Palais des sports Saint-Sauveur | 1.850      | Lilla (Francia)                |
| Seconda fase                | Vendéspace                      | 4.000      | Mouilleron-le-Captif (Francia) |
| Fase a eliminazione diretta | Pévèle Arena                    | 5.000      | Orchies (Francia)              |

## Qualificazioni
| N° | Squadra       | Qualificata come                         | Data di qualificazione | Ultima partecipazione | Miglior piazzamento         |
| -- | ------------- | ---------------------------------------- | ---------------------- | --------------------- | --------------------------- |
| 1  | Gran Bretagna | Paese organizzatore delle Olimpiadi 2012 | 6 luglio 2005          | Polonia 2011          | 11º posto (2011)            |
| 2  | Francia       | Paese organizzatore                      | 5 dicembre 2010        | Polonia 2011          | Campione (2001, 2009)       |
| 3  | Russia        | Vincitrice EuroBasket 2011               | 29 giugno 2011         | Polonia 2011          | Campione (2003, 2007, 2011) |
| 4  | Rep. Ceca     | 4º posto EuroBasket 2011                 | 29 giugno 2011         | Polonia 2011          | Campione (2005)             |
| 5  | Turchia       | 2º posto EuroBasket 2011                 | 30 giugno 2011         | Polonia 2011          | 2º posto (2011)             |
| 6  | Croazia       | 5º posto EuroBasket 2011                 | 2 luglio 2011          | Polonia 2011          | 5º posto (2011)             |
| 7  | Svezia        | 1º posto nel Gruppo D di qualificazione  | 7 luglio 2012          | Spagna 1987           | 7º posto (1987)             |
| 8  | Spagna        | 2º posto nel Gruppo D di qualificazione  | 7 luglio 2012          | Polonia 2011          | Campione (1993)             |
| 9  | Bielorussia   | 1º posto nel Gruppo A di qualificazione  | 11 luglio 2012         | Polonia 2011          | 3º posto (2007)             |
| 10 | Montenegro    | 1º posto nel Gruppo B di qualificazione  | 11 luglio 2012         | Polonia 2011          | 6º posto (2011)             |
| 11 | Lituania      | 2º posto nel Gruppo C di qualificazione  | 11 luglio 2012         | Polonia 2011          | Campione (1997)             |
| 12 | Slovacchia    | 1º posto nel Gruppo C di qualificazione  | 11 luglio 2012         | Polonia 2011          | 2º posto (1997)             |
| 13 | Italia        | 1º posto nel Gruppo E di qualificazione  | 11 luglio 2012         | Lettonia 2009         | Campione (1938)             |
| 14 | Lettonia      | 2º posto nel Gruppo E di qualificazione  | 11 luglio 2012         | Polonia 2011          | 4º posto (2007)             |
| 15 | Ucraina       | 2º posto nel Gruppo A di qualificazione  | 14 luglio 2012         | Lettonia 2009         | Campione (1995)             |
| 16 | Serbia        | 2º posto nel Gruppo B di qualificazione  | 14 luglio 2012         | Lettonia 2009         | 11º posto (2007)            |

## Primo turno
Le squadre divise in 4 gruppi di 4 squadre si affrontano una volta e le prime 3 di ciascun gruppo accedono al secondo turno. In caso di parità di punti in classifica vale la classifica avulsa degli scontri diretti. I risultati tra le 3 squadre promosse vengono portati al secondo turno.

### Girone A
| Team          | Pt | V - P | PF - PS   | +/- |
| ------------- | -- | ----- | --------- | --- |
| 1. Turchia    | 6  | 3 - 0 | 210 - 157 | +53 |
| 2. Montenegro | 5  | 2 - 1 | 206 - 189 | +17 |
| 3. Slovacchia | 4  | 1 - 2 | 186 - 211 | -25 |
| 4. Ucraina    | 3  | 0 - 3 | 180 - 225 | -45 |

| Arbitri: | Ingus Baumanis Fabiana Martinescu Aljaksandr Syryca |

|                          |          |                             |
| Dubljević 20             | Punti    | 13 Tetemondová, Vyňuchalová |
| Dubljević, Perovanović 4 | Assist   | 5 Kubatová                  |
| Dubljević 8              | Rimbalzi | 7 Vyňuchalová               |

| Arbitri: | Aleksandar Glišić Ilona Kučerová Carole Delauné |

|                      |          |                  |
| Horbunova, Mirčeva 8 | Punti    | 15 Hollingsworth |
| Dubrovina, Kočubej 4 | Assist   | 7 Alben          |
| Ohorodnikova 8       | Rimbalzi | 7 Çağlar         |

| Arbitri: | Haydn Jones Aleksandar Glišić Tomislav Hordov |

|                 |          |             |
| Lukačovičová 23 | Punti    | 17 Jahupova |
| Szijjártová 7   | Assist   | 4 Dubrovina |
| Lukačovičová 9  | Rimbalzi | 7 Mirčeva   |

| Arbitri: | Nicolas Maestre Maka Kupatadze Nikolaos Somos |

|                        |          |                          |
| Tunçluer, Palazoğlu 12 | Punti    | 17 Perovanović           |
| Vardarlı 7             | Assist   | 9 Škerović               |
| Hollingsworth 7        | Rimbalzi | 8 Perovanović, Dubljević |

| Arbitri: | Jasmina Juras Gintaras Vitkauskas Antonis Demetriou |

|              |          |                |
| Dubljević 29 | Punti    | 21 Jahupova    |
| Dubljević 4  | Assist   | 4 Ohorodnikova |
| Dubljević 6  | Rimbalzi | 7 Horbunova    |

| Arbitri: | Carole Delauné Haydn Jones Ilona Kučerová |

|                          |          |               |
| Palazoğlu 12             | Punti    | 10 Jurčenková |
| Alben, Vardarlı 5        | Assist   | 3 Brezániová  |
| Canıtez, Hollingsworth 7 | Rimbalzi | 9 Jurčenková  |

### Girone B
| Team      | Pt | V - P | PF - PS   | +/- |
| --------- | -- | ----- | --------- | --- |
| 1. Spagna | 6  | 3 - 0 | 221 - 180 | +41 |
| 2. Svezia | 4  | 1 - 2 | 180 - 194 | -14 |
| 3. Italia | 4  | 1 - 2 | 189 - 206 | -17 |
| 4. Russia | 4  | 1 - 2 | 201 - 211 | -10 |

1. 1 2 3  Posizioni decise in base alla classifica avulsa del quoziente punti a canestro (Svezia 1,0826; Italia 0,9629; Russia 0,9626) essendo in parità fra le tre squadre la classifica avulsa calcolata su vittorie e sconfitte negli scontri diretti.

| Arbitri: | Haydn Jones Antonis Demetriou Tomislav Hordov |

|                 |          |           |
| F. Eldebrink 23 | Punti    | 18 Ress   |
| F. Eldebrink 4  | Assist   | 3 Sottana |
| F. Eldebrink 8  | Rimbalzi | 14 Ress   |

| Arbitri: | Jasmina Juras Nikolaos Somos Nicolas Maestre |

|            |          |                        |
| Torrens 30 | Punti    | 18 Petrakova           |
| Palau 4    | Assist   | 3 Beljakova, Petrakova |
| Lyttle 8   | Rimbalzi | 9 Osipova              |

| Arbitri: | Jasmina Juras Fabiana Martinescu Ilona Kučerová |

|                |          |             |
| Sottana 13     | Punti    | 19 Lyttle   |
| Dotto, Gatti 4 | Assist   | 4 Domínguez |
| Gorini 5       | Rimbalzi | 13 Lyttle   |

| Arbitri: | Ingus Baumanis Carole Delauné Aljaksandr Syryca |

|                     |          |                      |
| Prince 16           | Punti    | 14 Key               |
| Beljakova, Prince 3 | Assist   | 3 quattro giocatrici |
| Grišaeva 8          | Rimbalzi | 10 Halvarsson        |

| Arbitri: | Ingus Baumanis Tomislav Hordov Fabiana Martinescu |

|                  |          |                   |
| Kuzina 15        | Punti    | 21 Sottana        |
| tre giocatrici 3 | Assist   | 3 Sottana         |
| Prince 8         | Rimbalzi | 5 Masciadri, Ress |

| Arbitri: | Aleksandar Glišić Nicolas Maestre Maka Kupatadze |

|                          |          |           |
| F. Eldebrink 10          | Punti    | 17 Lyttle |
| F. Eldebrink, Barthold 2 | Assist   | 5 Palau   |
| Barthold 7               | Rimbalzi | 14 Lyttle |

### Girone C
| Team             | Pt | V - P | PF - PS   | +/- |
| ---------------- | -- | ----- | --------- | --- |
| 1. Francia       | 6  | 3 - 0 | 217 - 118 | +99 |
| 2. Gran Bretagna | 5  | 2 - 1 | 192 - 203 | -11 |
| 3. Serbia        | 4  | 1 - 2 | 162 - 208 | -46 |
| 4. Lettonia      | 3  | 0 - 3 | 151 - 193 | -42 |

| Arbitri: | Borys Šul'ha Aare Halliko Karolina Andersson |

|                |          |                      |
| Milovanović 19 | Punti    | 13 Stewart, Gandy    |
| Radočaj 3      | Assist   | 4 quattro giocatrici |
| Ajanović 7     | Rimbalzi | 10 Leedham           |

| Arbitri: | Ognjen Jokić Moritz Reiter Il'ja Putenko |

|                  |          |             |
| Babkina 11       | Punti    | 17 Yacoubou |
| Brumermane 2     | Assist   | 3 Dumerc    |
| tre giocatrici 4 | Rimbalzi | 6 Gruda     |

| Arbitri: | Emilio Pérez Asa Johansson Piotr Pastusiak |

|                    |          |              |
| Butler, Leedham 14 | Punti    | 12 Krastiņa  |
| Collins 4          | Assist   | 4 Babkina    |
| Butler 9           | Rimbalzi | 7 Šteinberga |

| Arbitri: | Saverio Lanzarini Anna Cardus Sérgio Silva |

|               |          |                    |
| Skrela 14     | Punti    | 15 Dabović         |
| Lawson-Wade 4 | Assist   | 2 Radočaj, Dabović |
| Yacoubou 8    | Rimbalzi | 4 Radočaj, Krnjić  |

| Arbitri: | Borys Šul'ha Saverio Lanzarini Özlem Yalman |

|                |          |                        |
| Milovanović 15 | Punti    | 17 Kārkliņa            |
| Radočaj 3      | Assist   | 2 Babkina              |
| Matić 8        | Rimbalzi | 8 Kārkliņa, Šteinberga |

| Arbitri: | Aare Halliko Piotr Pastusiak Zdenko Zubak |

|                       |          |                      |
| Yacoubou, Ayayi 11    | Punti    | 13 Leedham           |
| Lawson-Wade, Dumerc 4 | Assist   | 2 quattro giocatrici |
| Yacoubou, Gruda 9     | Rimbalzi | 8 Butler, Allen      |

### Girone D
| Team           | Pt | V - P | PF - PS   | +/- |
| -------------- | -- | ----- | --------- | --- |
| 1. Bielorussia | 5  | 2 - 1 | 184 - 154 | +30 |
| 2. Rep. Ceca   | 5  | 2 - 1 | 183 - 179 | +4  |
| 3. Croazia     | 4  | 1 - 2 | 200 - 208 | -8  |
| 4. Lituania    | 4  | 1 - 2 | 200 - 226 | -26 |

1. 1 2  Bielorussia avanti per scontro diretto vinto 60-39.
2. 1 2  Croazia avanti per scontro diretto vinto 89-77.

| Arbitri: | Saverio Lanzarini Anna Cardus Piotr Pastusiak |

|                          |          |              |
| Petronytė 23             | Punti    | 19 Slišković |
| Visgaudaitė, Petronytė 4 | Assist   | 6 Ciglar     |
| Petronytė 14             | Rimbalzi | 8 Ivezić     |

| Arbitri: | Emilio Pérez Sérgio Silva Özlem Yalman |

|                           |          |                  |
| Leŭčanka 14               | Punti    | 14 Zrůstová      |
| Muraŭskaja, Lichtarovič 3 | Assist   | 1 sei giocatrici |
| tre giocatrici 8          | Rimbalzi | 6 Kulichová      |

| Arbitri: | Aare Halliko Ognjen Jokić Zdenko Zubak |

|                      |          |               |
| tre giocatrici 8     | Punti    | 13 Leŭčanka   |
| Ivezić, Lelas 3      | Assist   | 4 Lichtarovič |
| quattro giocatrici 4 | Rimbalzi | 12 Leŭčanka   |

| Arbitri: | Borys Šul'ha Karolina Andersson Il'ja Putenko |

|              |          |                  |
| Kulichová 15 | Punti    | 13 Petronytė     |
| Bortelová 5  | Assist   | 2 tre giocatrici |
| Kulichová 7  | Rimbalzi | 7 Paugaitė       |

| Arbitri: | Anna Cardus Ognjen Jokić Asa Johansson |

|                 |          |              |
| Gutkauskaitė 15 | Punti    | 16 Tarasava  |
| Petronytė 3     | Assist   | 4 Anufryenka |
| Paugaitė 9      | Rimbalzi | 7 Krės       |

| Arbitri: | Emilio Pérez Moritz Reiter Sérgio Silva |

|               |          |                     |
| Hindráková 17 | Punti    | 13 Lelas, Slišković |
| Bortelová 5   | Assist   | 5 Ciglar            |
| Kulichová 10  | Rimbalzi | 7 Ivezić, Slišković |

## Secondo turno
Nel secondo turno si formano due gruppi di 6 squadre ciascuno, il gruppo E composto dalle prime 3 squadre dei gruppi A e B ed il gruppo F composto dalle qualificate dei gruppi C e D.
Le squadre giocano 3 partite contro le tre squadre non affrontate nel primo turno, portandosi invece i risultati degli scontri diretti già giocati al primo turno.
Le prime 4 classificate si qualificano per la fase finale ad eliminazione diretta a partire dai quarti di finale.

### Gruppo E
| Team          | Pt | V - P | PF - PS   | +/-  |
| ------------- | -- | ----- | --------- | ---- |
| 1. Spagna     | 10 | 5 - 0 | 351 - 250 | +101 |
| 2. Turchia    | 9  | 4 - 1 | 318 - 263 | +55  |
| 3. Italia     | 8  | 3 - 2 | 293 - 307 | -14  |
| 4. Svezia     | 7  | 2 - 3 | 307 - 339 | –32  |
| 5. Montenegro | 6  | 1 - 4 | 302 - 330 | –28  |
| 6. Slovacchia | 5  | 0 - 5 | 274 - 356 | –82  |

| Arbitri: | Ingus Baumanis Fabiana Martinescu Gintaras Vitkauskas |

|                         |          |                     |
| Lukačovičová 11         | Punti    | 18 Lyttle           |
| Baburová, Vyňuchalová 2 | Assist   | 4 Xargay, Valdemoro |
| Tetemondová 7           | Rimbalzi | 5 tre giocatrici    |

| Arbitri: | Aleksandar Glišić Ilona Kučerová Maka Kupatadze |

|                 |          |                |
| F. Eldebrink 21 | Punti    | 17 Dubljević   |
| E. Eldebrink 5  | Assist   | 3 Škerović     |
| Barthold 8      | Rimbalzi | 14 Perovanović |

| Arbitri: | Nicolas Maestre Antonis Demetriou Tomislav Hordov |

|                      |          |                    |
| Sottana 11           | Punti    | 10 Dalgalar        |
| Masciandri, Zanoni 2 | Assist   | 5 Palazoğlu, Alben |
| Cinili, Formica 5    | Rimbalzi | 12 Çağlar          |

| Arbitri: | Jasmina Juras Ilona Kučerová Maka Kupatadze |

|            |          |               |
| Sottana 22 | Punti    | 12 Kupčíková  |
| Gatti 4    | Assist   | 4 Szijjártová |
| Ress 9     | Rimbalzi | 9 Kupčíková   |

| Arbitri: | Haydn Jones Ingus Baumanis Gintaras Vitkauskas |

|            |          |                 |
| Alben 15   | Punti    | 15 F. Eldebrink |
| Vardarlı 5 | Assist   | 6 E. Eldebrink  |
| Çağlar 7   | Rimbalzi | 8 E. Eldebrink  |

| Arbitri: | Carole Delauné Nikolaos Somos Tomislav Hordov |

|                |          |           |
| Perovanović 19 | Punti    | 21 Lyttle |
| Dubljević 5    | Assist   | 6 Palau   |
| DeForge 6      | Rimbalzi | 11 Lyttle |

| Arbitri: | Haydn Jones Nikolaos Somos Antonis Demetriou |

|              |          |              |
| Dubljević 20 | Punti    | 15 Masciadri |
| Škerović 4   | Assist   | 6 Sottana    |
| Dubljević 14 | Rimbalzi | 12 Ress      |

| Arbitri: | Jasmina Buras Aljaksandr Syryca Tomislav Hordov |

|                         |          |                       |
| F. Eldebrink, Egnell 17 | Punti    | 15 Kupčíková          |
| F. Eldebrink 4          | Assist   | 3 Kupčíková, Kubatová |
| Barthold 7              | Rimbalzi | 10 Vyňuchalová        |

| Arbitri: | Aleksandar Glišić Nicolas Maestre Fabiana Martinescu |

|             |          |                           |
| Lyttle 18   | Punti    | 8 quattro giocatrici      |
| Domínguez 3 | Assist   | 4 Vardarlı                |
| Lyttle 13   | Rimbalzi | 8 Vardarlı, Hollingsworth |

### Gruppo F
| Team             | Pt | V - P | PF - PS   | DP   |
| ---------------- | -- | ----- | --------- | ---- |
| 1. Francia       | 10 | 5 - 0 | 355 - 248 | +107 |
| 2. Serbia        | 8  | 3 - 2 | 306 - 323 | -17  |
| 3. Bielorussia   | 8  | 3 - 2 | 286 - 255 | +31  |
| 4. Rep. Ceca     | 7  | 2 - 3 | 287 - 322 | –35  |
| 5. Gran Bretagna | 7  | 2 - 3 | 324 - 363 | –39  |
| 6. Croazia       | 5  | 0 - 5 | 324 - 371 | –47  |

1. 1 2  Serbia avanti per scontro diretto vinto 54-48.
2. 1 2  Repubblica Ceca avanti per scontro diretto vinto 66-55.

| Arbitri: | Saverio Lanzarini Moritz Reiter Il'ja Putenko |

|             |          |                    |
| Zrůstová 20 | Punti    | 20 Leedham         |
| Bortelová 5 | Assist   | 6 Leedham          |
| Burgrová 9  | Rimbalzi | 8 Leedham, Stewart |

| Arbitri: | Emilio Pérez Aare Halliko Karolina Andersson |

|                           |          |               |
| M. Dabović, A. Dabović 13 | Punti    | 12 Verameenka |
| A. Dabović 5              | Assist   | 3 Verameenka  |
| Matić 5                   | Rimbalzi | 16 Leŭčanka   |

| Arbitri: | Borys Šul'ha Anna Cardus Özlem Yalman |

|                  |          |                       |
| Lelas 18         | Punti    | 12 Lawson-Wade        |
| Ivezić, Mišura 3 | Assist   | 3 Lawson-Wade, Dumerc |
| Lelas 9          | Rimbalzi | 8 Gruda               |

| Arbitri: | Emilio Pérez Moritz Reiter Zdenko Zubak |

|             |          |                |
| Vrsaljko 14 | Punti    | 19 Milovanović |
| Jelavić 5   | Assist   | 5 Dabović      |
| Lelas 9     | Rimbalzi | 9 Rad          |

| Arbitri: | Sérgio Silva Ognjen Jokić Özlem Yalman |

|                  |          |              |
| Leedham 16       | Punti    | 15 Snycina   |
| Butler 4         | Assist   | 3 Verameenka |
| Handy, Leedham 6 | Rimbalzi | 13 Leŭčanka  |

| Arbitri: | Borys Shulga Piotr Pastusiak Asa Johansson |

|                    |          |              |
| Gruda 21           | Punti    | 10 Kulichová |
| Dumerc 4           | Assist   | 5 Bartoňová  |
| Yacoubou, Gruda 10 | Rimbalzi | 8 Burgrová   |

| Arbitri: | Anna Cardus Sérgio Silva Il'ja Putenko |

|                  |          |               |
| Zrůstová 15      | Punti    | 17 M. Dabović |
| tre giocatrici 3 | Assist   | 5 A. Dabović  |
| Kulichová 8      | Rimbalzi | 8 Milovanović |

| Arbitri: | Saverio Lanzarini Ognjen Jokić Asa Johansson |

|            |          |          |
| Leedham 26 | Punti    | 17 Lelas |
| Leedham 10 | Assist   | 5 Lelas  |
| Leedham 9  | Rimbalzi | 15 Lelas |

| Arbitri: | Aare Halliko Karolina Andersson Zdenko Zubak |

|               |          |                      |
| Snycina 16    | Punti    | 18 Gruda             |
| Snycina 4     | Assist   | 4 Lawson-Wade, Gomis |
| Lichtarovič 7 | Rimbalzi | 5 Dumerc, Ndongue    |

## Fase finale
Le prime quattro classificate dei gironi E ed F si sono qualificate per la fase finale a eliminazione diretta. Gli accoppiamenti sono E1-F4, E3-F2, E2-F3, E4-F1. Si disputano anche le partite di classificazione 5º-8º posto che servono per definire le qualificate al campionato mondiale 2014.

### Tabellone
|  | Quarti di finale | Quarti di finale |           |         | Semifinali                | Semifinali                |  |  | Finale    | Finale |
|  |                  |                  |           |         |                           |                           |  |  |           |        |
|  | 26 giugno        |                  |           |         |                           |                           |  |  |           |        |
|  |                  |                  |           |         |                           |                           |  |  |           |        |
|  | Spagna           | 75               |           |         |                           |                           |  |  |           |        |
|  | Spagna           | 75               | 28 giugno |         |                           |                           |  |  |           |        |
|  | Rep. Ceca        | 58               |           |         |                           |                           |  |  |           |        |
|  | Rep. Ceca        | 58               | Spagna    | 88      |                           |                           |  |  |           |        |
|  | 26 giugno        |                  | Spagna    | 88      |                           |                           |  |  |           |        |
|  |                  | Serbia           | 69        |         |                           |                           |  |  |           |        |
|  | Serbia           | Serbia           | 69        | 85      |                           |                           |  |  |           |        |
|  | Serbia           |                  | 30 giugno | 85      |                           |                           |  |  |           |        |
|  | Italia           | 79               |           |         |                           |                           |  |  |           |        |
|  | Italia           | 79               | Spagna    | 70      |                           |                           |  |  |           |        |
|  | 27 giugno        |                  | Spagna    | 70      |                           |                           |  |  |           |        |
|  |                  | Francia          | 69        |         |                           |                           |  |  |           |        |
|  | Turchia          | Francia          | 69        | 55      |                           |                           |  |  |           |        |
|  | Turchia          | 28 giugno        |           | 55      |                           |                           |  |  |           |        |
|  | Bielorussia      | 41               |           |         |                           |                           |  |  |           |        |
|  | Bielorussia      | 41               | Turchia   | 49      | Finale per il terzo posto | Finale per il terzo posto |  |  |           |        |
|  | 27 giugno        |                  | Turchia   | 49      | Finale per il terzo posto | Finale per il terzo posto |  |  |           |        |
|  |                  | Francia          | 57        |         |                           |                           |  |  |           |        |
|  | Francia          | Francia          | 57        | 87      | Serbia                    | 71                        |  |  |           |        |
|  | Francia          |                  |           | 87      | Serbia                    | 71                        |  |  |           |        |
|  | Svezia           | 83               |           | Turchia | 92                        |                           |  |  |           |        |
|  | Svezia           | 83               |           |         | 92                        |                           |  |  |           |        |
|  |                  |                  |           |         |                           |                           |  |  | 30 giugno |        |
|  |                  |                  |           |         |                           |                           |  |  |           |        |

### Tabellone 5º-8º posto
|  | Semifinali 5º/8º posto | Semifinali 5º/8º posto | Semifinali 5º/8º posto |             |           | Finale 5º/6º posto | Finale 5º/6º posto | Finale 5º/6º posto |  |
|  |                        |                        |                        |             |           |                    |                    |                    |  |
|  | Rep. Ceca              | Rep. Ceca              | 72                     |             |           |                    |                    |                    |  |
|  | Rep. Ceca              | Rep. Ceca              | 72                     |             |           |                    |                    |                    |  |
|  | Italia                 | Italia                 | 68                     |             |           |                    |                    |                    |  |
|  | Italia                 | Italia                 | 68                     |             | Rep. Ceca | Rep. Ceca          | 50                 |                    |  |
|  |                        |                        |                        |             | Rep. Ceca | Rep. Ceca          | 50                 |                    |  |
|  |                        |                        | Bielorussia            | Bielorussia | 64        |                    |                    |                    |  |
|  | Bielorussia            | Bielorussia            | Bielorussia            | Bielorussia | 64        | 69                 |                    |                    |  |
|  | Bielorussia            | Bielorussia            |                        |             |           | 69                 |                    |                    |  |
|  | Svezia                 | Svezia                 | 48                     |             |           | Finale 7º/8º posto | Finale 7º/8º posto | Finale 7º/8º posto |  |
|  | Svezia                 | Svezia                 | 48                     |             |           |                    |                    |                    |  |
|  |                        |                        |                        |             |           |                    |                    |                    |  |
|  |                        |                        |                        |             |           | Italia             | Italia             | 60                 |  |
|  |                        |                        |                        |             |           | Italia             | Italia             | 60                 |  |
|  |                        |                        |                        |             |           | Svezia             | Svezia             | 77                 |  |

## Quarti di finale
| Arbitri: | Haydn Jones Carole Delauné Moritz Reiter |

|                    |          |                |
| Milovanović 21     | Punti    | 22 Sottana     |
| A. Dabović 3       | Assist   | 5 Gatti, Dotto |
| Rad, Milovanović 7 | Rimbalzi | 7 Ress         |

| Arbitri: | Ingus Baumanis Fabiana Martinescu Aare Halliko |

|            |          |              |
| Torrens 29 | Punti    | 13 Elhotová  |
| Xargay 6   | Assist   | 6 Bortelová  |
| Lyttle 12  | Rimbalzi | 10 Kulichová |

| Arbitri: | Emilio Pérez Saverio Lanzarini Sérgio Silva |

|                 |          |                         |
| İvegin 13       | Punti    | 12 Snycina              |
| Vardarlı 4      | Assist   | 2 quattro giocatrici    |
| Hollingsworth 9 | Rimbalzi | 11 Leŭčanka, Verameenka |

| Arbitri: | Anna Cardus Jasmina Juras Ilona Kučerová |

|                  |          |                    |
| Dumerc 16        | Punti    | 21 F. Eldebrink    |
| Lawson-Wade 6    | Assist   | 7 E. Eldebrink     |
| tre giocatrici 3 | Rimbalzi | 6 Egnell, Barthold |

## Semifinali
5º-8º posto
| Arbitri: | Aleksandar Glišić Ognjen Jokić Maka Kupatadze |

|              |          |                  |
| Elhotová 18  | Punti    | 16 Sottana       |
| Hindráková 5 | Assist   | 3 Sottana        |
| Burgrová 8   | Rimbalzi | 6 tre giocatrici |

| Arbitri: | Aleksandar Glišić Ognjen Jokić Maka Kupatadze |

|               |          |                               |
| Anufryenka 17 | Punti    | 11 F. Eldebrink, E. Eldebrink |
| Lichtarovič 5 | Assist   | 5 E. Eldebrink                |
| Verameenka 9  | Rimbalzi | 8 F. Eldebrink                |

1º-4º posto
| Arbitri: | Aare Halliko Moritz Reiter Ilona Kučerová |

|           |          |                  |
| Lyttle 22 | Punti    | 15 Butulija, Rad |
| Ouviña 4  | Assist   | 7 Radočaj        |
| Lyttle 11 | Rimbalzi | 7 Ajanović       |

| Arbitri: | Ingus Baumanis Ognjen Jokić Fabiana Martinescu |

|                    |          |                |
| Tunçluer 20        | Punti    | 11 Gomis       |
| Alben, İvegin 3    | Assist   | 6 Gruda        |
| Vardarlı, Yılmaz 7 | Rimbalzi | 9 Miyem, Gruda |

## Finali
7º-8º posto
| Arbitri: | Carole Delauné Ilona Kučerová Özlem Yalman |

|               |          |                              |
| Zanoni 11     | Punti    | 15 Egnell                    |
| Ress, Gatti 2 | Assist   | 6 F. Eldebrink, E. Eldebrink |
| Masciadri 10  | Rimbalzi | 10 Egnell                    |

5º-6º posto
| Arbitri: | Aare Halliko Haydn Jones Ognjen Jokić |

|                       |          |              |
| Zrůstová 13           | Punti    | 18 Leŭčanka  |
| Bartoňová 4           | Assist   | 5 Leŭčanka   |
| Hejdová, Hindráková 4 | Rimbalzi | 9 Verameenka |

3º-4º posto
| Arbitri: | Anna Cardus Sérgio Silva Maka Kupatadze |

|                |          |                  |
| Milovanović 23 | Punti    | 19 Yılmaz        |
| Radočaj 5      | Assist   | 5 Vardarlı       |
| Krnjić 7       | Rimbalzi | 16 Hollingsworth |

1º-2º posto
| Arbitri: | Ingus Baumanis Jasmina Juras Fabiana Martinescu |

|            |          |          |
| Torrens 21 | Punti    | 25 Gruda |
| Torrens 4  | Assist   | 4 Gomis  |
| Lyttle 11  | Rimbalzi | 7 Miyem  |

## Statistiche
Punti
| Nome             | PPP  |
| ---------------- | ---- |
| Sancho Lyttle    | 18,4 |
| Jelena Dubljević | 17,7 |
| Jo Leedham       | 16,8 |
| Alba Torrens     | 16,2 |
| Frida Eldebrink  | 15,7 |

Rimbalzi
| Nome                   | RPP  |
| ---------------------- | ---- |
| Sancho Lyttle          | 11,1 |
| Alena Leŭčanka         | 8,9  |
| Quanitra Hollingsworth | 7,6  |
| Kathrin Ress           | 7,6  |
| Jelena Dubljević       | 7,5  |

Assist
| Nome               | APP |
| ------------------ | --- |
| Jo Leedham         | 4,5 |
| Birsel Vardarlı    | 4,2 |
| Elin Eldebrink     | 4,1 |
| Jelena Škerović    | 3,5 |
| Işıl Alben         | 3,4 |
| Veronika Bortelová | 3,4 |
| Laia Palau         | 3,4 |

Stoppate
| Nome                  | SPP |
| --------------------- | --- |
| Anastasija Verameenka | 2,2 |
| Petra Kulichová       | 2,0 |
| Kathrin Ress          | 1,4 |
| Sancho Lyttle         | 1,3 |
| Anna Jurčenková       | 1,0 |

Rubate
| Nome              | RPP |
| ----------------- | --- |
| Sancho Lyttle     | 2,9 |
| Işıl Alben        | 1,9 |
| Dominika Baburová | 1,8 |
| Anna DeForge      | 1,8 |
| Lucia Kupčíková   | 1,8 |

## All-star team
| Guardia                       | Centro        | Ala                            |
| ----------------------------- | ------------- | ------------------------------ |
| Céline Dumerc Frida Eldebrink | Sancho Lyttle | Alba Torrens Isabelle Yacoubou |

## Classifica finale
| Campione d'Europa | Campione d'Europa | Campione d'Europa |
| --- | ----------------- | --- |
| Spagna4 Nicholls, 5 Lima, 6 Domínguez, 7 Torrens, 8 Ouviña, 9 Palau, 10 Aguilar, 11 Xargay, 12 Gil, 13 Valdemoro, 14 Lyttle, 15 Casas, All. Lucas Mondelo |                   | |
| Argento | Francia           | Francia4 Yacoubou, 5 Miyem, 6 Tchatchouang, 7 Gruda, 8 Lawson-Wade, 9 Dumerc, 10 Ayayi, 11 Gomis, 12 Amant, 13 Skrela, 14 Ndongue, 15 Lardy, All. Pierre Vincent                                                       |
| Bronzo | Turchia           | Turchia4 Palazoğlu, 5 Canıtez, 6 Günay, 7 Vardarlı, 8 Dalgalar, 9 Tunçluer, 10 Alben, 11 Yılmaz, 12 N. İvegin, 13 Hollingsworth, 14 Ş. İvegin, 15 Çağlar, All. Ceyhun Yıldızoğlu                                       |
| 4. | Serbia            | Serbia4 Radočaj, 5 Vulić, 6 Čađo, 7 Krnjić, 8 Jovanović, 9 Milovanović, 10 Butulija, 11 Matić, 12 Ajanović, 13 M. Dabović, 14 A. Dabović, 15 Rad, All. Marina Maljković                                                |
| |                   | |
| 5. | Bielorussia       | Bielorussia4 Isceljacova, 5 Tarasava, 6 Snycina, 7 Muraŭskaja, 8 Lichtarovič, 9 Anufryenka, 10 Verameenka, 11 Leŭčanka, 12 Haradzeckaja, 13 Papova, 14 Trafimava, 15 Krės, All. Rimantas Grigas                        |
| 6. | Rep. Ceca         | Rep. Ceca4 Veselá, 5 Zrůstová, 6 Bortelová, 7 Hanušová, 8 Burgrová, 9 Bartoňová, 10 Hejdová, 11 Elhotová, 12 Vyoralová, 13 Kulichová, 14 Pecková, 15 Hindráková, All. Lubor Blažek                                     |
| 7. | Svezia            | Svezia4 Aili, 5 Aasa, 6 F. Eldebrink, 7 Key, 8 Kad. Andersson, 9 E. Eldebrink, 10 Egnell, 11 Hamilton-Carter, 12 Barthold, 13 Yderström, 14 Halvarsson, 15 Kat. Andersson, All. Lars Johansson                         |
| 8. | Italia            | Italia4 Dotto, 5 Fassina, 6 Cinili, 7 Sottana, 8 Gatti, 9 Zanoni, 10 Gorini, 11 Masciadri, 12 Wabara, 13 Bagnara, 14 Ress, 15 Formica, All. Roberto Ricchini                                                           |
| |                   | |
| 9. | Gran Bretagna     | Gran Bretagna4 Jones, 5 Anderson, 6 Collins, 7 Vanderwal, 8 Handy, 9 Thomas-Johnson, 10 Clark, 11 Butler, 12 Allen, 13 Leedham, 14 Stewart, 15 Gandy, All. Damian Jennings                                             |
| 9. | Montenegro        | Montenegro4 Bajić, 5 Škerović, 6 DeForge, 7 Baletić, 8 Popović, 9 Aleksić, 10 Dubljević, 11 Bjelica, 12 Perovanović, 13 Turčinović, 14 Jovanović, 15 Ćulafić, All. Miodrag Baletić                                     |
| 11. | Croazia           | Croazia4 Ivezić, 5 Jelavić, 6 Mišura, 7 Benić, 8 Salopek, 9 Vrsaljko, 10 Ciglar, 11 Lelas, 12 Slišković, 13 Vrdoljak, 14 Ivanković, 15 Bosilj, All. Stipe Bralić                                                       |
| 11. | Slovacchia        | Slovacchia4 Baburová, 5 Tetemondová, 6 Kupčíková, 7 Brezániová, 8 Lukačovičová, 9 Fabianová, 10 Kubatová, 11 Szijjártová, 12 Vyňuchalová, 13 Jurčenková, 14 Kmeťová, 15 Krč-Turbová, All. Ivan Vojtko                  |
| |                   | |
| 13. | Russia            | Russia4 Musina, 5 Beljakova, 6 Vodop'janova, 7 Kuzina, 8 Prince, 9 Sapova, 10 Korstin, 11 Vieru, 12 Osipova, 13 Petrakova, 14 Žedik, 15 Grišaeva, All. Alfredas Vainauskas                                             |
| 13. | Lituania          | Lituania4 Gutkauskaitė, 5 Nacickaitė, 6 Visgaudaitė, 7 Kvederavičiūtė, 8 Pikčiūtė, 9 Žemantauskaitė, 10 Grigalauskytė, 11 Paugaitė, 12 Marčauskaitė, 13 Petronytė, 14 Vengrytė, 15 Šikšniūtė, All. Algirdas Paulauskas |
| 13. | Lettonia          | Lettonia4 Laksa, 5 Eibele, 6 Šurkusa, 7 Babkina, 8 Liepkalne, 9 Jansone, 10 Horelika, 11 Krastiņa, 12 Jākobsone, 13 Kārkliņa, 14 Šteinberga, 15 Brumermane, All. Aigars Nerips                                         |
| 13. | Ucraina           | Ucraina4 Dubrovina, 5 Samburs'ka, 6 Macko, 7 Kočubej, 8 Dorohobuzova, 9 Horbunova, 10 Zaryc'ka, 11 Jahupova, 12 Al'oškina, 13 Mirčeva, 14 Ohorodnikova, 15 Prystupa, All. Vadim Čečuro                                 |